# Bernd e Hilla Becher

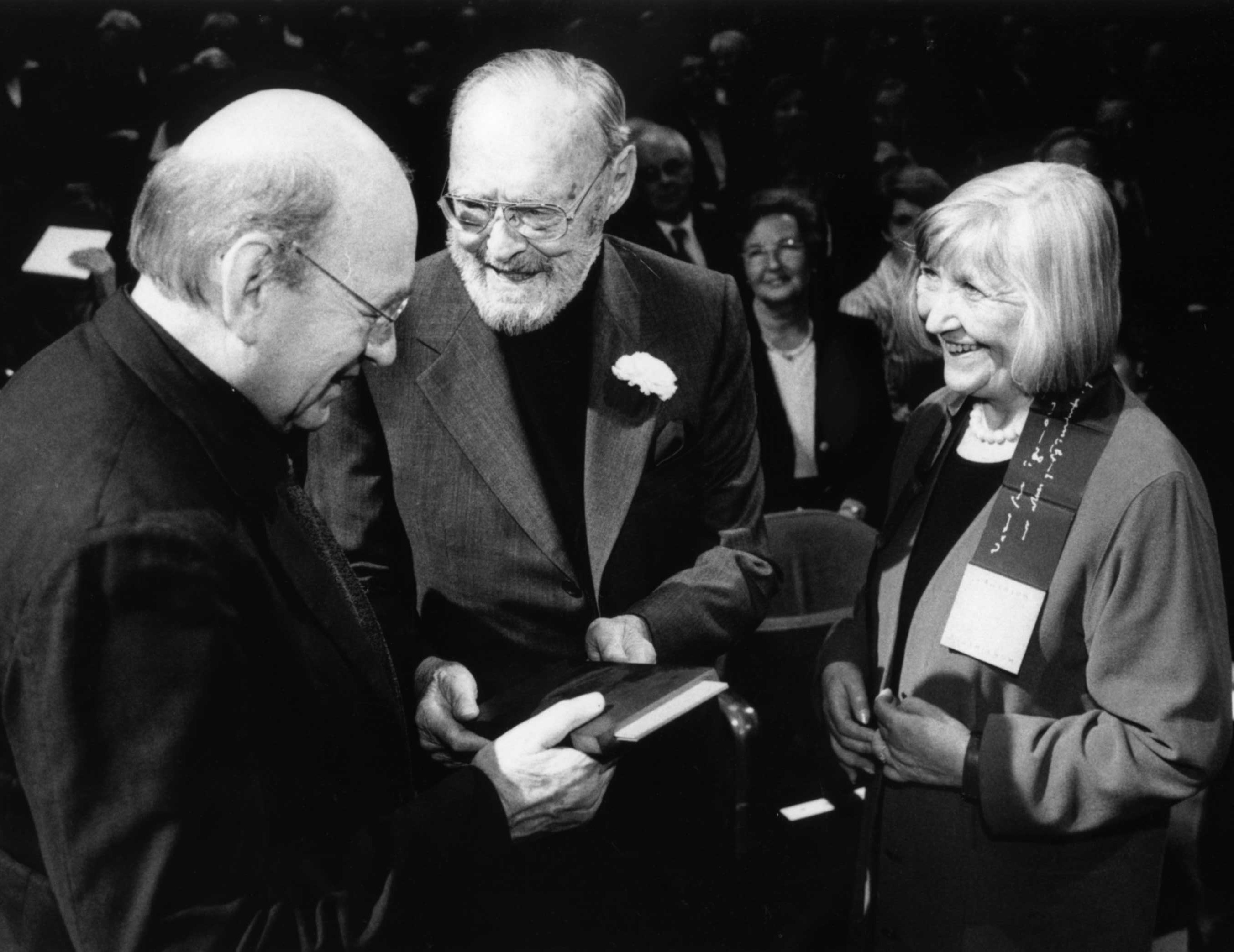
Bernd (à esquerda) e Hilla Becher recebendo o Prémio Erasmus, em 2002

Bernhard "Bernd" Becher (em alemão: [ˈbɛçɐ]; 20 de Agosto de 1931 – 22 de Junho de 2007) e Hilla Becher, nascida Wobeser (2 de Setembro de 1934 – 10 de Outubro de 2015), foram um casal de artistas conceptuais e fotógrafos alemães que trabalhavam como duo. São mais conhecidos pelas suas extensas séries de imagens fotográficas, ou tipologias, de edifícios e estruturas industriais, muitas vezes organizadas em grades. Como fundadores do que veio a ser conhecido como a 'escola Becher' ou a Escola de Fotografia de Düsseldorf, influenciaram gerações de fotógrafos documentais e artistas na Alemanha e no estrangeiro. O casal recebeu o Prémio Erasmus e o Prémio Hasselblad.

## Biografia
Bernd Becher nasceu em Siegen. Estudou pintura na Staatliche Akademie der Bildenden Künste Stuttgart, de 1953 a 1956, e depois tipografia com Karl Rössing, na Kunstakademie Düsseldorf, de 1959 a 1961. Hilla Becher nasceu em Potsdam. Antes de Hilla estudar fotografia na Kunstakademie Düsseldorf de 1958 a 1961, havia concluído um estágio como fotógrafa na sua terra natal, Potsdam. Ambos começaram a trabalhar como fotógrafos freelancers para a Troost Advertising Agency em Düsseldorf, concentrando-se na fotografia de produtos. Bernd e Hilla casaram em 1961.

## Obra
Conhecendo-se como estudantes na Kunstakademie Düsseldorf em 1957, Bernd e Hilla Becher colaboraram pela primeira vez fotografando e documentando o desaparecimento da arquitectura industrial alemã em 1959. O Vale do Ruhr , onde a família de Becher trabalhou nas indústrias de aço e mineração, foi o seu foco inicial. Ambos ficaram fascinados com as formas semelhantes em que certos edifícios foram projectados. Depois de reunirem milhares de fotos de estruturas individuais, notaram que os vários edifícios – de torres de resfriamento, tanques de gás e depósitos de carvão, por exemplo – compartilhavam muitas qualidades formais distintas. Além disso, ficaram intrigados com o facto de que muitos desses edifícios industriais pareciam ter sido construídos com muita atenção ao design.
Juntos, os Bechers fotografaram primeiro com uma câmara 6x9cm e, a partir de 1961, principalmente com uma câmara monotrilho Plaubel Peco de 13x18 centímetros (5x7 polegadas) de grande formato. Fotografaram os edifícios de vários ângulos diferentes, mas sempre com um ponto de vista "objectivo" directo. Os padrões ajustáveis da câmara monotrilho permitiram que o controle de perspectiva mantivesse linhas paralelas nas suas fotografias. Eles usaram uma variedade de lentes para fazer com que objectos semelhantes parecerem de tamanho comparável, apesar de não conseguirem fotografar sempre das mesmas distâncias. Eles escolheram trabalhar a preto e branco tanto por causa da sua capacidade de capturar o volume tridimensional sem a distracção da cor, quanto pela sua confiabilidade e custo em relação aos materiais coloridos da época. Depois de trabalhar com placas fotográficas de vidro de 13 x 18 centímetros, mudaram para o filme de folha negativa de velocidade de filme 25 ASA por volta de 1970. Eles normalmente faziam duas exposições para cada exibição, com uma gama de tempos de exposição de 10 segundos a um minuto. Os Bechers dividiam as tarefas da câmara escura, com Bernd revelando os negativos e Hilla fazendo as impressões. Para fazer o céu parecer branco nas suas impressões, geralmente fotografavam em dias nublados, mas optimizavam a iluminação para cada assunto (usando um filtro azul quando o céu estava azul), ou fotografado no início da manhã durante as estações da Primavera e Outono.
Os seus temas incluíam casas de estrutura de madeira, celeiros, torres de água, depósitos de carvão, torres de resfriamento, elevadores de grãos, depósitos de carvão, fornos de coque, refinarias de petróleo, altos-fornos, tanques de gás, silos de armazenamento e armazéns. Em cada local, os Bechers também criaram fotografias gerais da paisagem de toda a planta, que definem as estruturas no seu contexto e mostram como se relacionam umas com as outras. Eles excluíram quaisquer detalhes que prejudicassem o tema central e, em vez disso, estabeleceram comparações de ponto de vista e iluminação através das quais o olho era conduzido ao padrão estrutural básico das imagens comparadas. Este princípio, que está aliado à filosofia subjacente ao movimento New Topographics, é mais evidente nas duas séries publicadas, Anonyme Skulpturen: Eine Typologie technischer Bauten e Typologien, Industrieller Bau, 1963–1975, em que as imagens são contrastadas em grupos de três. Outro projecto inicial, que eperseguiram por quase duas décadas, foi publicado como Framework Houses (Schirmer/Mosel) em 1977, um catálogo visual de tipos de estruturas, uma abordagem que caracterizou grande parte do seu trabalho.
Ao chamar a atenção para a dimensão cultural da arquitectura industrial, o seu trabalho também destacou a necessidade de preservação desses edifícios. Por iniciativa do casal, a Colliery Zollern II/IV em Dortmund, foi designada como um marco protegido.
Os Bechers também fotografaram fora da Alemanha, incluindo, a partir de 1965, na Grã-Bretanha, França, Bélgica e mais tarde nos Estados Unidos. Em 1966, fizeram uma viagem de seis meses pela Inglaterra e sul do País de Gales, tirando centenas de fotografias da indústria do carvão em torno de Liverpool, Manchester, Sheffield, Nottingham e Rhondda Valley. Em 1974, viajaram para a América do Norte pela primeira vez, visitando locais em Nova Jersey, Michigan, Pensilvânia e sul de Ontário, retratando uma série de estruturas industriais, de quebradores de carvão a torres sinuosas de madeira.
Os Bechers exibiram e publicaram as suas impressões de prata em gelatina de imagem única, agrupadas por assunto, em grades grade de seis, nove ou quinze imagens. Em meados da década de 1960, os Bechers haviam estabelecido o seu modo preferido de apresentação: as imagens das estruturas com funções semelhantes são exibidas lado a lado para convidar os espectadores a comparar as suas formas e designs com base na função, idiossincrasias regionais ou na idade das estruturas. Os Bechers usaram o termo "tipologia" para descrever esses conjuntos ordenados de fotografias. Os títulos das obras são concisos e as legendas informam apenas a hora e o local. Em 1989–91, para uma exposição na Dia Art Foundation em Nova York, os Bechers introduziram um segundo formato na sua obra: imagens únicas que são maiores em tamanho, apresentadas individualmente, em vez de quadros em grade.
Em 1976, Bernd Becher começou a ensinar fotografia na Kunstakademie Düsseldorf (questões políticas impediram a nomeação simultânea de Hilla), onde permaneceu até 1996. Antes dele, a fotografia tinha sido excluída do que era em grande parte uma escola para pintores. Becher influenciou alunos que mais tarde se destacaram no mundo da fotografia. Os alunos de Bernd incluíam Andreas Gursky, Thomas Ruff, Thomas Struth, Candida Höfer, Axel Hütte e Elger Esser. Bernd morreu em Rostock em 2007.
Após a morte de Bernd Becher, a sua viúva Hilla continuou a remontar as suas obras, principalmente usando fotografias existentes.

## Legado
A escola dos Bechers influenciou vários fotógrafos alemães, incluindo Andreas Gursky, Thomas Struth, Thomas Ruff, Candida Höfer, Laurenz Berges, Bernhard Fuchs, Axel Hütte e Simone Nieweg. O fotógrafo canadiano Edward Burtynsky também se inspirou na dupla e trabalha de maneira semelhante. Além das suas qualidades analíticas e documentais, o projecto dos Bechers também teve um impacto considerável no minimalismo e na arte conceptual, a partir da década de 1970.
O preço mais alto alcançado por uma das obras da dupla foi quando Water Towers (1972), uma grade de nove fotografias, foi vendida por $ 441.940, na Sotheby's de Paris, em 15 de Novembro de 2015.